# ماري كلاركسون
ماري كلاركسون (بالإنجليزية: Mary Clarkson)‏ هي عمدة بريطانية، ولدت في 1 ديسمبر 1964.